# Zdymadlo Klecany

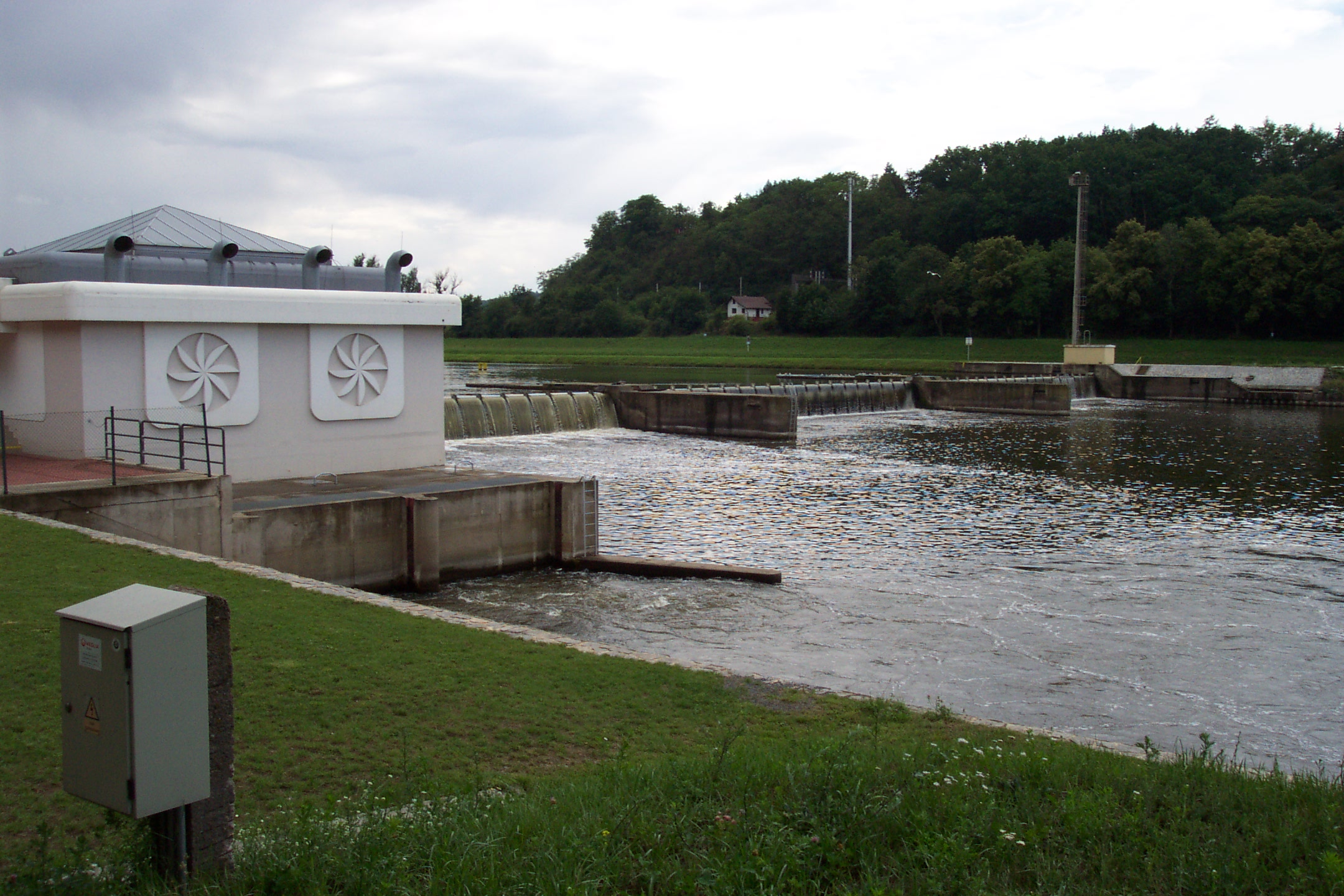
Jez v Klecánkách

Zdymadlo Klecany-Roztoky se nachází na Vltavě u Klecánek, pod Roztokami, ve Středočeském kraji v okrese Praha-východ, na říčním kilometru 36,8. Zdymadlo tvoří klecanský jez u pravého břehu a plavební kanál s plavební komorou u levého, roztockého břehu. Předchází mu zdymadlo Podbaba-Troja a následuje zdymadlo Dolánky. Provozovatelem všech zdymadel je Povodí Vltavy, státní podnik.

## Historie

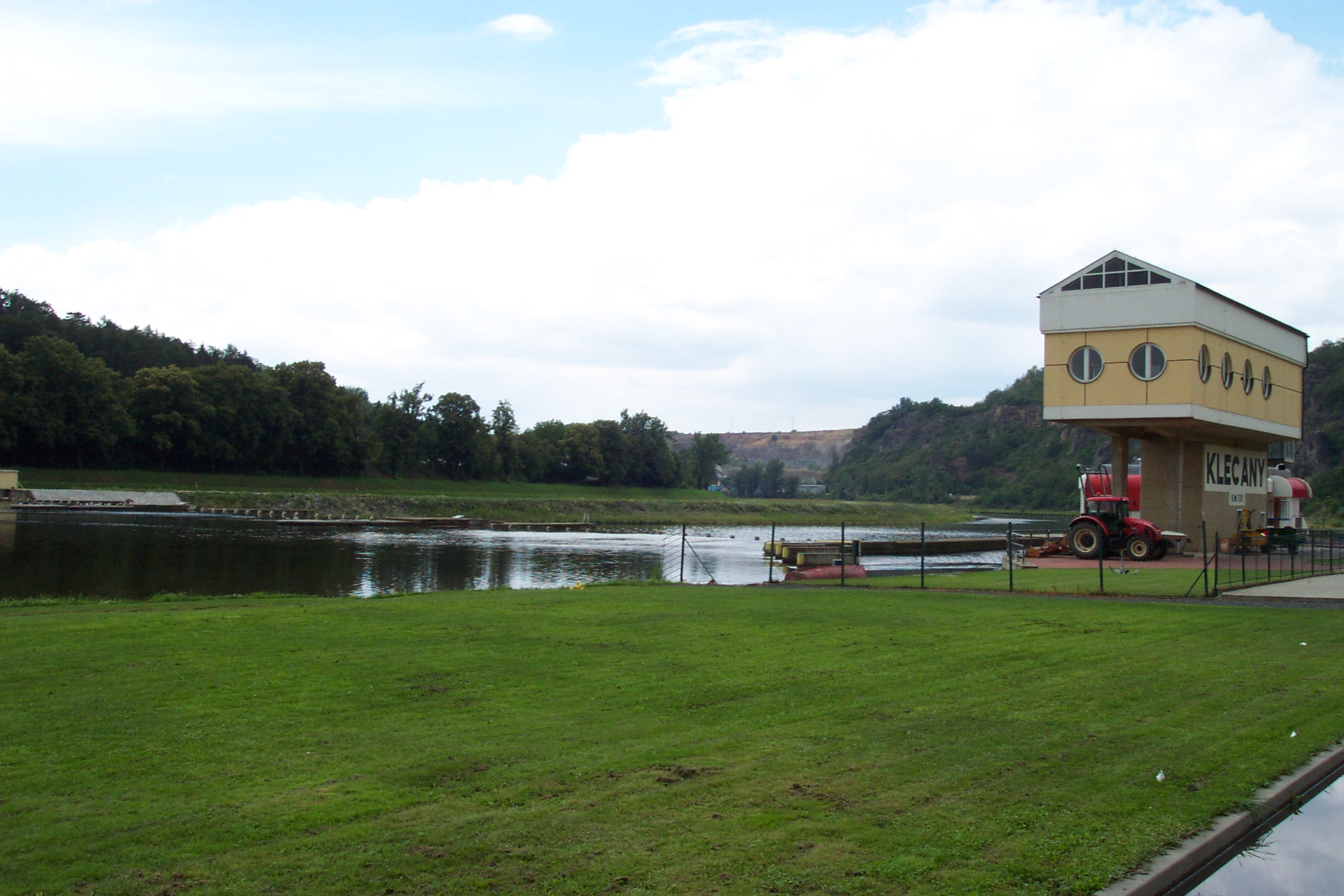
Velín u jezu Klecany

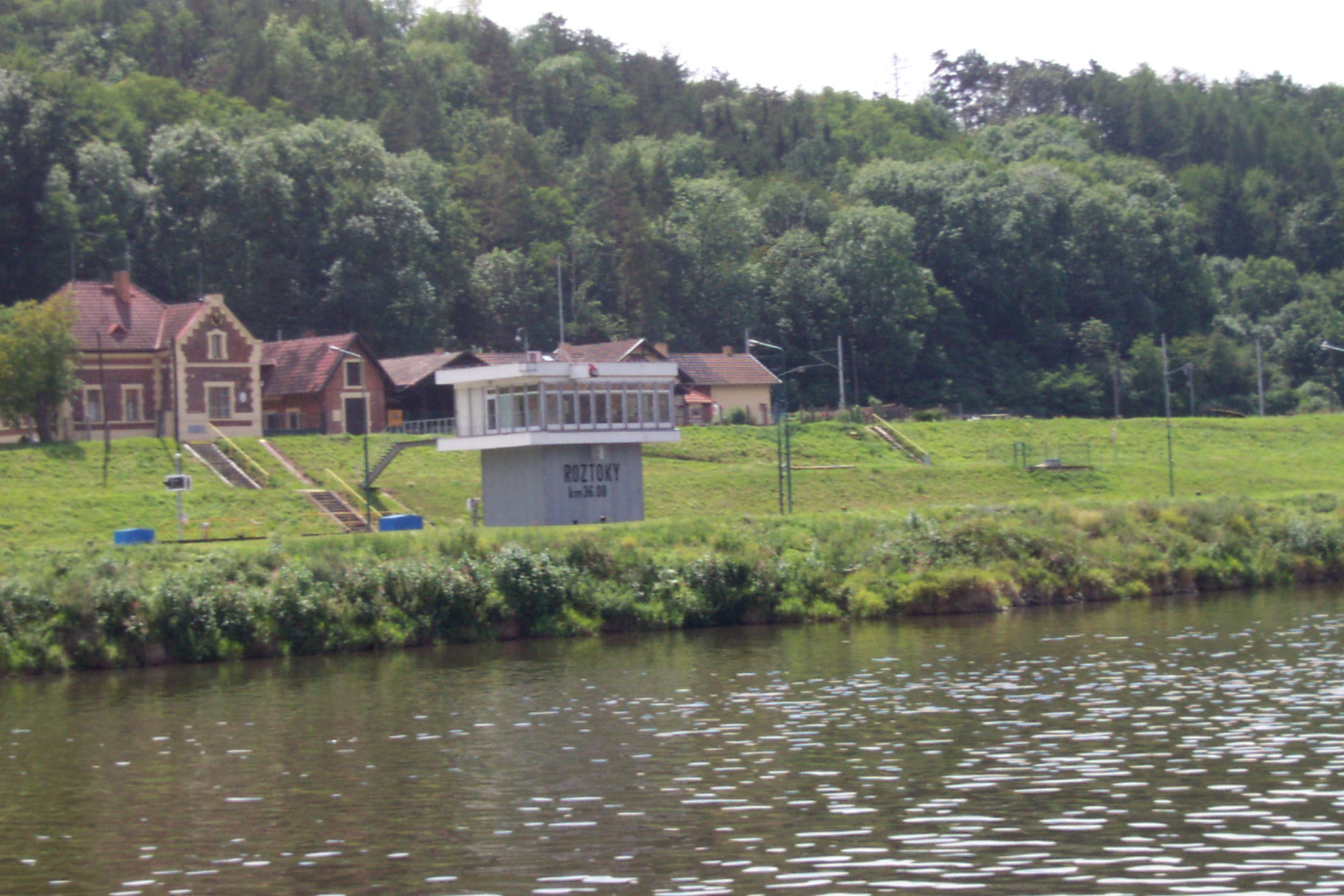
Velín u plavební komory Roztoky

Stavbu soustavy zdymadel na Vltavě a Labi řídila „Komise pro kanalisování Vltavy a Labe v Čechách“, ustavená roku 1896. V rámci této akce bylo vybudováno podle generelního plánu z roku 1893 firmou Lanna 11 zdymadel mezi Prahou a Saskem, dimenzovaných pro plavební hloubku 2,10 metru a lodi o nosnosti 1000 tun. Zdymadlo Klecany bylo od července 1897 do roku 1898 prvním z vodních děl vybudovaných v rámci činnosti této komise. Jez byl vyzkoušen 19. února 1899. Výstavbu financovala ze dvou třetin rakouská vláda a z jedné třetiny české místodržitelství.
Namísto původních dvou ostrovů mezi Roztoky a Klecanami byl vytvořen jeden ostrov. Byl zasypán náhon a odtokový kanál u tzv. Moldavského mlýna (pozdější penicilinka, dnes VUAB Pharma) a zrušen tak jeho pohon, byl vybudován nový přístav pro osobní i nákladní dopravu a upraveny stávající přívozy.
V roce 1977 došlo k havárii levého a částečně středního jezového pole, což urychlilo připravovanou rekonstrukci. Tu dokončila polská firma Budimex v roce 1981. V roce 1985 byla dobudována malá vodní elektrárna s vybavením od ČKD Blansko. V letech 1999–2001 byla vybudována nová malá elektrárna.
Při povodni v roce 2002 dosáhla hladina u Klecan úrovně 184,38 m n. m. (9,37 metru nad normální hladinou 175,00 m n. m.) a celé vodní dílo značně poškodila.

## Jez a elektrárna
Hradlový jez má tři pole. Souběžně s jezem vede pode dnem řeky obslužná chodba, která umožňuje průchod mezi konci jezu, tj. mezi pravým břehem a ostrovem. Od rekonstrukce koncem 70. let je jez hrazen ocelovými klapkami, které jsou podpírané hydraulickými válci, a je ovládán z nového velínu.
Při pravém břehu byla vorová propusť o šířce 12 metrů. V roce 1985 byla na jejím konci postavena malá vodní elektrárna s technologickým vybavením od ČKD Blansko, vybavená 4 přímoproudými Kaplanovými turbínami o průměrném výkonu 40 kW.

### Klecany I.
Od prosince 1999 do léta 2001 byla postavena nová malá vodní elektrárna a osazena dvěma turbínami typu SemiKaplan, každá o  hltnosti  21 m³/s a výkonu 482 kW, s průměrem oběžného kola 2300 mm. Po silném poškození při povodních roku 2002 byla znovu uvedena do provozu v roce 2003.

### Klecany II.
Investor Povodí Vltavy zadal výstavbu nové vodní elektrárny o výkonu 1,8 megawattu, kterou realizuje konsorcium vedené SMP Vodohospodářské stavby s technologickou částí od Strojíren Brno za 456,6 milionu korun bez DPH. Elektrárna Klecany II, plánovaná k dokončení v září 2026, bude mít roční výrobu 9,5 GWh elektrické energie.. Stavba byla zahájena za účasti ministra zemědělství 15.5.2024. 

## Plavební kanál a plavební komora

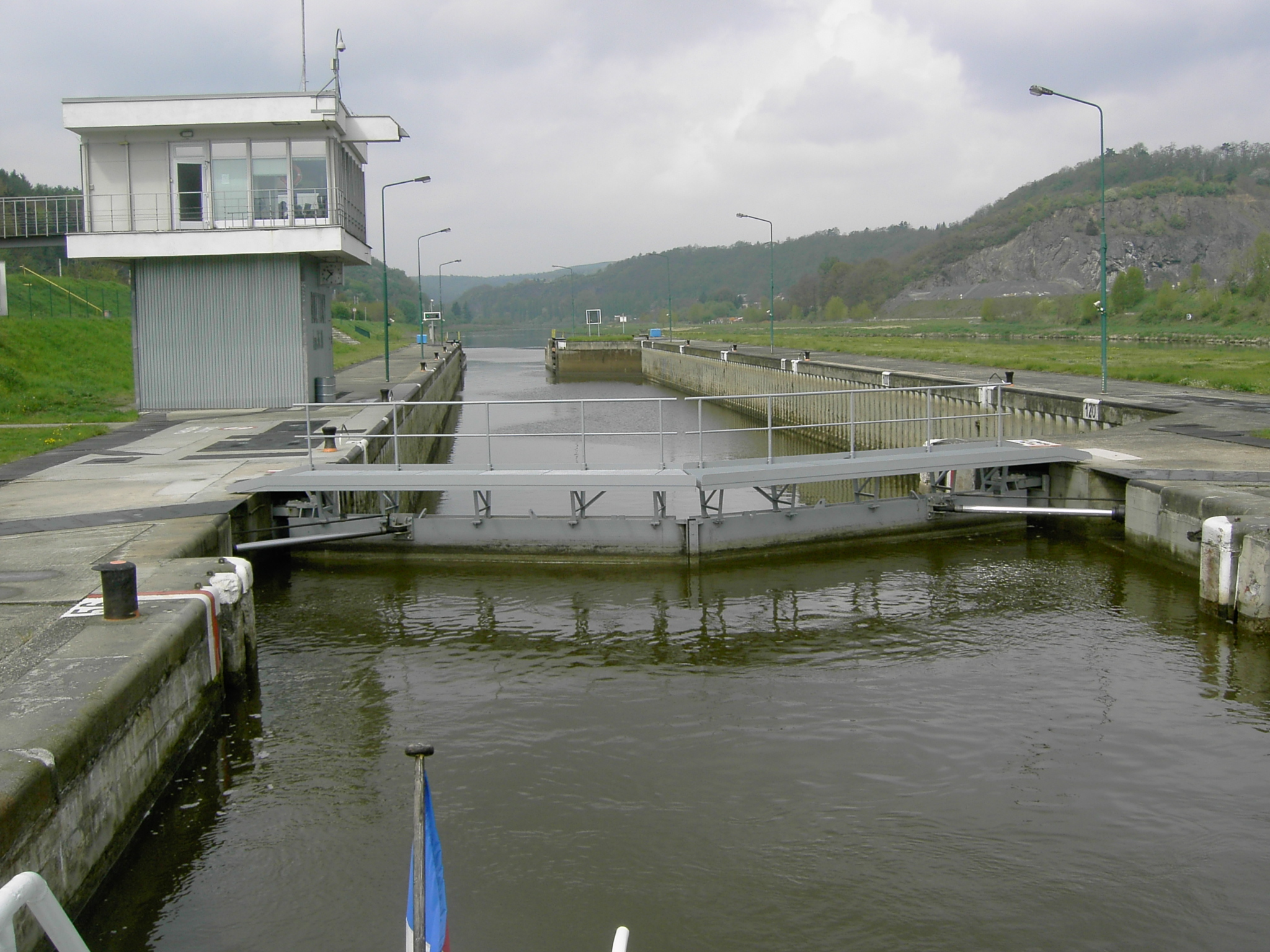
Plavební komory Roztoky

Horní plavební kanál má délku 936 m, následují za sebou umístěné plavební komory, původně byla první se svislými zdmi o šířce 11 metrů a délce 73 metrů, druhá se šikmými zdmi o vnitřní šířce ve dně 20 m a délce 133,4 metru s vjezdovými vraty šířky 11 metrů, a dolní plavební kanál o délce 116 metrů.
Při rekonstrukci na konci 80. let byly plavební komory vybaveny svislými stěnami z ocelových štětovnic a horní vzpěrná vrata byla nahrazena hydraulicky ovládanou klapkou, přičemž došlo ke zkrácení užitné délky malé komory na 58,5 metrů.
Plavební komora je v provozu denně od 7 do 17 hodin. Požadavek na proplavení v době od 6.30 hodin do 7.00 hodin a v době od 17.00 hodin do 18.00 hodin je nutno předem projednat na této plavební komoře (telefon 220 911 730).

## Správní budova
Budova správy zdymadla v Klecánkách z roku 1897 dosud slouží původnímu účelu. Na její zdi jsou zaznamenány výšky hladiny Vltavy při povodních od roku 1890.